# Capillipedium planipedicellatum
Capillipedium planipedicellatum är en gräsart som beskrevs av Norman Loftus Bor. Capillipedium planipedicellatum ingår i släktet Capillipedium och familjen gräs. Inga underarter finns listade i Catalogue of Life.